# Paulsberg (Rheinisches Schiefergebirge)
Der Paulsberg ist ein gut 298,3 Meter hoher Bergrücken im Osten der Stadt Wuppertal.

## Topologie
Der Berg liegt im östlichsten Wuppertaler Stadtbezirk Langerfeld-Beyenburg im Herbringhauser Wald und ist nicht besiedelt. Er wird im Norden von der Wupper, im Westen von dem Marscheider Bach und im Osten vom Herbringhauser Bach begrenzt. 
Am Zusammenfluss des Herbringhauser Bachs und der Wupper lag am Fuß des Bergs die 2006 aufgelassene Untere Herbringhauser Talsperre. Im Tal der Wupper, das den Paulsberg von dem nördlich liegenden Ehrenberg trennt, liegt der Wuppertaler Ortsteil Kemna, der 1934 Standort des KZ Kemna war. 
Die nördlichen, östlichen und westlichen Hänge des Paulsberges sind steil und dicht bewaldet. Im Süden liegt auf der benachbarten Erhebung in vergleichbarer Höhenlage die Wuppertaler Ortschaft Herbringhausen.
Zahlreiche Waldwege überziehen den Berg sowie die Trasse einer Hochspannungsleitung. Im Spätmittelalter überquerten zwei Linien der Bergischen Landwehr den Berg.